# Colpochila piceofulva
Colpochila piceofulva är en skalbaggsart som beskrevs av Britton 1986. Colpochila piceofulva ingår i släktet Colpochila och familjen Melolonthidae. Inga underarter finns listade i Catalogue of Life.